# 1642
1642 (MDCXLII) je bilo navadno leto, ki se je po gregorijanskem koledarju začelo na sredo, po 10 dni počasnejšem julijanskem koledarju pa na soboto.

## Dogodki
- Francozi ustanovijo Montréal.

## Rojstva
- 15. april - Sulejman II.,  sultan Osmanskega cesarstva  († 1691)

## Smrti
- 8. januar - Galileo Galilei, italijanski fizik, matematik, astronom, filozof (* 1564)
- 4. december - Kardinal Richelieu, francoski kardinal, državnik, predsednik vlade (* 1585)